# قیمت (نمایشنامه)
قیمت (انگلیسی: The Price) یک نمایشنامهٔ درام دو پرده‌ای از آرتور میلر است که در سال ۱۹۶۷ منتشر شد و در سال ۱۹۶۸ برای نخستین بار در تئاتر برادوی با بازی هارولد گری، پت هینگل، کیت رید و آرتور کندی به روی صحنه رفت. این نمایشنامه در همان هنگام نامزد دریافت ۲ جایزه تونی شد. موضوع این نمایشنامه دربارهٔ پویایی روابط خانواده، قیمت اسباب منزل و بهایی است که اشخاص بابت تصمیم‌های خود می‌پردازند.
در انگلستان، این نمایش در تئاتر رویال به مناسبت ۵۰ سال اجرای اولیه آن به روی صحنه رفت و برندن کویل، سارا استیوارت، ایدرین لوکیس و دیوید سوشی در آن هنرنمایی کردند.
در نسخهٔ تلویزیونی نمایشنامه که در سال ۱۹۷۱ پخش شد، دیوید برنز برندهٔ جایزه امی ساعات پربیننده بهترین بازیگر مکمل مرد در مجموعه تلویزیونی درام و کالین دوهرست نامزد دریافت جایزه امی ساعات پربیننده برای بهترین بازیگر زن در مجموعه تلویزیونی کوتاه یا فیلم تلویزیونی شدند.